# راؤول غونزاليس
راؤول غونزاليس بلانكو (بالإسبانية: Raúl González Blanco) (تلفظ بالإسبانية: /raˈul ɣonˈθaleθ ˈβlaŋko/؛ مواليد 27 يونيو 1977)، المعروف بـ راؤول. هو مدرب كرة قدم إسباني ولاعب سابق لعب كمهاجم. يُعتبر راؤول أحد أهم اللاعبين في تاريخ ريال مدريد ويعتبر أحد أعظم اللاعبين الإسبان على الإطلاق.
وُلد راؤول في حي سان كريستوبال دي لوس أنجيليس بمدريد حيث لعب لفريق الشباب المحلي قبل الانتقال إلى فريق شباب أتلتيكو مدريد. انتقل بعد ذلك إلى أكاديمية شباب ريال مدريد ولعب على مستوياتها المختلفة. في عام 1994، وقع أول عقد احترافي له مع دوري الدرجة الرابعة ريال مدريد ج، ثم تمت ترقيته بسرعة إلى الفريق الأول.
قضى 16 عامًا من مسيرته في اللعب مع ريال مدريد وهو ثالث أفضل هداف في تاريخ النادي برصيد 323 هدفًا، وهو اللاعب الأكثر مشاركة في تاريخ النادي، مع 741 مباراة. مع اللوس بلانكوس، فاز راؤول بستة ألقاب في الدوري الإسباني، وثلاثة ألقاب في دوري أبطال أوروبا، وسجل هدفين في النهائيات، وأربعة ألقاب كأس السوبر الإسباني، وكأس السوبر الأوروبي مرة واحدة. في عام 2003، عُيَّن قائداً للفريق واحتفظ بهذا المنصب حتى رحيله من النادي في عام 2010. ثم قام بالتوقيع مع شالكه 04، حيث حصل على كأس ألمانيا وكأس السوبر الألماني، قبل توقيعه مع النادي القطري السد في عام 2012، حيث فاز بالدوري وكأس أمير قطر. أنهى مسيرته الكروية مع نيويورك كوزموس ‏ في عام 2015، بعد فوزه بثلاثية محلية.
في مسابقة الدوري الإسباني، يعتبر راؤول خامس أكبر هداف في تاريخ المسابقة برصيد 228 هدفًا. كما أنه أعلى هداف إسباني في الدوريات الأوروبية، حيث سجل 256 هدفًا، 228 منها كانت في الدوري الإسباني و28 هدفًا في الدوري الألماني. كما أنه ثاني أكثر اللاعبين مشاركة في تاريخ البطولة الإسبانية، حيث لعب 550 مباراة، وهو ثالث أكبر هداف في تاريخ دوري أبطال أوروبا برصيد 71 هدفًا، وخامس أكثر اللاعبين مشاركة. حيث شارك في 1000 مباراة في مسيرته المهنية، مما جعله واحدًا من 18 لاعبًا فقط حققوا هذه الإنجاز.
على الرغم من أنه لم يفز بأي من بطولة كبرى أثناء لعبه مع المنتخب الإسباني، إلا أنه سجل 44 هدفًا في 102 مباراة مع اللا روخا، شارك في ثلاث بطولات لكأس العالم وفي بطولتين أوروبيتين. تولى راؤول قيادة المنتخب الوطني في عام 2002 واستمر حتى عام 2006، وهو العام الذي لعب فيه آخر مباراة دولية له مع منتخب إسبانيا.
حصل راؤول على لقب أفضل مهاجم في العالم من قبل الاتحاد الدولي لتاريخ وإحصاءات كرة القدم في عام 1999، وهو أول لاعب حصل على لقب أفضل لاعب من قبل الاتحاد الأوروبي لكرة القدم ثلاث مرات، في أعوام 2000 و2001 و2002. حصل على المركز الثاني في جائزة الكرة الذهبية 2001 والثالث في جائزة أفضل لاعب كرة قدم في العالم من نفس العام. في عام 2004، تم ترشيحه في أفضل 125 لاعب كرة قدم حي، وأدرج في قائمة الويفا لأفضل 50 لاعب أوروبي بين فترة 1954–2004. كان جزءًا من الفريق الأوروبي للسنة من قبل وسائل الإعلام الرياضية الأوروبية في أعوام 1997 و1999 و2000. فاز راؤول بجائزتي بيتشيشي (1999 و2001)، وجائزة أفضل هداف في دوري أبطال أوروبا (2000 و2001)، وخمس جوائز دون بالون (1997 و1999 و2000 و2001 و2002) وجائزة أفضل لاعب في كأس الإنتركونتيننتال 1998.

## مسيرته الكروية

### الانضمام إلى ريال مدريد
في عام 1992 تم تسجيل راؤول غونزاليس بلانكو في كشوفات ريال مدريد وكان وقتها يبلغ من العمر 15 عام ولعب لفئة الشباب، وفي أول موسم له استطاع أن يسجل 71 هدف في 33 مباراة لعبها، ومع هذه الأرقام المذهلة والمهارات العالية التي يمتلكها اللاعب الصاعد، تم استدعائه لأول مرة لتمثيل الفريق في 29 أكتوبر من عام 1994 حيث كان يعاني فريق ريال مدريد من أزمة في إصابات ما جعل المدرب خورخي فالدانو يستدعي الفتى الذهي لمواجهة ريال سرقسطه في رومايدا ودخل راؤول المباراة أساسيًا منذ بداية، حيث صنع راؤول هدفًا لأمافيسكا، لكن انتهى اللقاء بخسارة ريال مدريد بثلاثة أهداف لهدفين.

### ريال مدريد 1994–2009
في الخامس من نوفمبر التقى ريال مدريد مع فريق راؤول السابق أتلتكو مدريد ومن المصادفة بأن أول أهداف راؤول في الليغا كانت في مرمى خمي مليانة، وفي نفس المباراة ساهم راؤول في ركلة جزاء نفذها المهاجم التشيلي زامورنو، وفي السابع من يناير لعام 1995 دخل راؤول بديلًا في دقيقة 64 في مباراة برشلونة وكان أول كلاسيكو للفتى الذهبي، وفي 22 من يناير سجل راؤول هدفين، واستطاع اللاعب البالغ من العمر 17 فقط أن ينهي الموسم بتسجيله 9 أهداف في الليغا الأسبانية، وحاز فريقه على لقب الدوري الأسباني، وحقق جائزة دون بول لأفضل لاعب شاب في موسم 1994–95. ولعب راؤول 28 مباراة في الدوري وسجل 9 أهداف وصنع أربعة أهداف، بينما في كأس إسبانيا لعب مباراتين وسجل هدف، وساهم بروز راؤول في ذلك الموسم إلى الاستغناء عن الصقر الأسباني إيميليو بوتراغينيو، بالإضافة لرحيل ألفونسو بيريز إلى ريال بيتيس. إذن راؤول كان السبب لرحيل مجموعة من اللاعبين عن الريال.

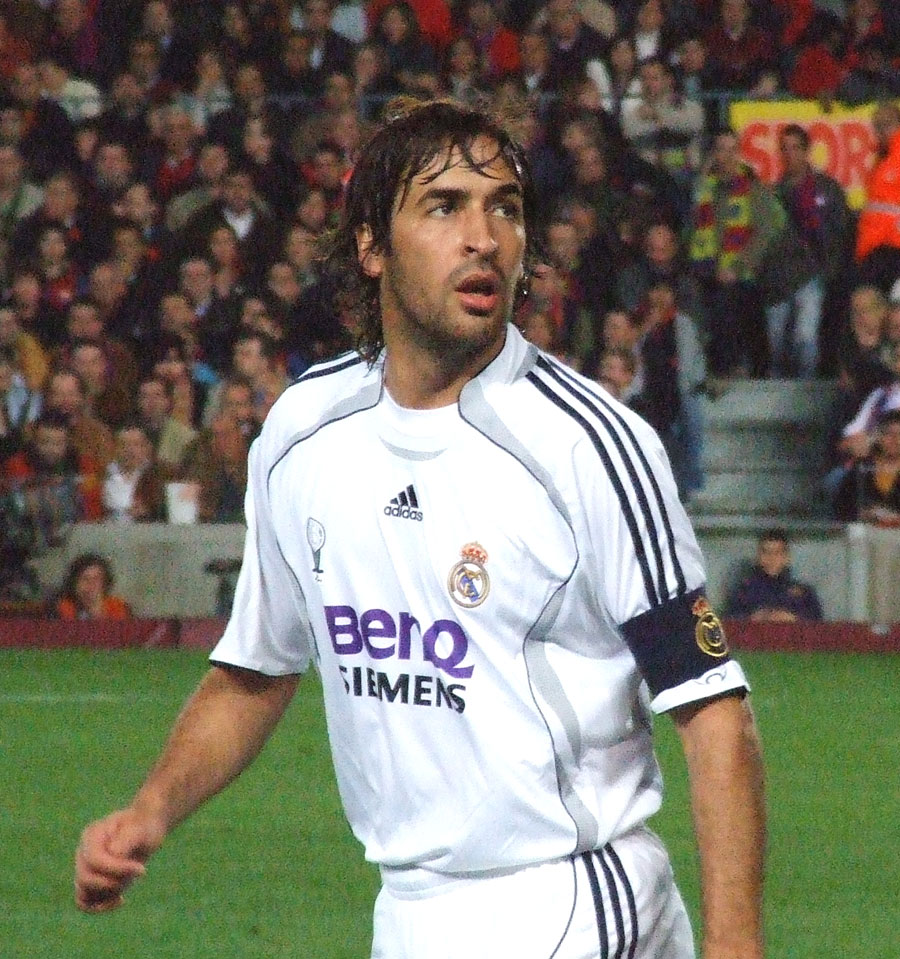
راؤول بقميص ريال مدريد 2007

أصبح راؤول مشهورًا في إسبانيا حيث بات يشكل جزءًا هامًا من خطة المدرب خورخي فالدانو، حيث كان يستخدمه كجناح أيسر خلف سوكر ومياتوفيتش، ولعب الفتى الذهبي في الليغا قرابة 40 مباراة سجل خلالها 19 هدف وصنع 24 هدف، بينما لعب في بطولة كأس إسبانيا مباراتان وسجل هدف واحد، ولعب في دوري أبطال أوروبا 8 مباريات وسجل 6 أهداف، لكن الريال لم يحقق أي بطولة في ذلك الموسم.
في موسم 1996–1997 تم إقالة فالدانو مكتشف راؤول وتم تعيين بدلًا عنه المدرب الشهير الدون فابيو كابيلو، وكانت الليغا الأسبانية تضم 22 نادي أي بمعنى أن إجمالي مباريات لكل فريق في الدوري 42 مباراة، وأشرك كابيلو راؤول في جميع مباريات الفريق الدوري وأستطاع راؤول أن يسجل 21 هدف وصنع 25 هدف، ولعب في كأس إسبانيا خمس مباريات وسجل هدف واحد، وحقق ريال مدريد في ذلك الموسم لقب الدوري الأسباني، وفي نهاية الموسم رحل كابيلو إلى إيطاليا.
قبل بداية موسم 1997–1998 التقى ريال مدريد حامل لقب بطولة الدوري الأسباني مع برشلونة حامل لقب كأس إسبانيا في بطولة السوبر الأسباني واستطاع راؤول أن يسجل ثلاثة أهداف في مباراتين، حيث في أول مباراة خسر الريال بهدفين لهدف، بينما استطاع الفوز على برشلونة بأربعة أهداف مقابل هدف، وكان لقبه الأول في ذلك الموسم، حيث كان يشرف على الفريق المدرب الألماني يوب هاينكس، ولعب راؤول في الدوري الأسباني 35 مباراة وسجل فيها 10 أهداف وصنع 12 هدف، بينما لعب في بطولة كأس إسبانيا لعب مباراة واحد فقط، وفي بطولة دوري أبطال أوروبا لكرة القدم لعب 11 مباراة وسجل هدفين، واستطاع الريال الظفر بلقب دوري أبطال على حساب نادي اليوفنتوس الإيطالي بهدف نظيف سجله الصربي مياتوفيتش. بها اختير راؤول سادس أفضل لاعب في العالم باستفتاء الفيفا.
في موسم 1998–1999 اشترك ريال مدريد في بطولة كأس العالم للأندية واستطاع الوصول إلى نهائي البطولة، وبعد مرور 8 دقائق مرر اللاعب الهولندي سيدروف الكرة إلى راؤول الذي استطاع مراوغة اثنين من مدافعي نادي فاسكو دي غاما البرازيلي وتسجل الهدف الوحيد في ذلك النهائي، وتوج راؤول بلقب أفضل لاعب في تلك المباراة، وكان يشرف على الفريق المدرب الهولندي غوس هيدينك، واستطاع راؤول تسجيل 25 هدف في 37 مباراة لعبها وتوج بذلك بلقب «البيتشتي» هداف الدوري الأسباني، ولعب في بطولة كأس إسبانيا مباراتين وفي بطولة دوري أبطال أوروبا لكرة القدم 8 مباريات وسجل 3 أهداف. أصبح اسم راؤول غونزاليز يشكل رعب لمدافعي الليغا الأسبانية وبطولة دوري أبطال أوروبا، وبات يشكل كابوس لأي فريق يواجه ريال مدريد، حيث برز راؤول كأفضل مهاجمي أوروبا والعالم، حيث قال عنه كلميتني المدرب السابق لمنتخب إسبانيا:«أنه أفضل مهاجم في أوروبا». من دون أي شك.
كان يشرف على فريق ريال مدريد الأسباني فسيتني ديل بوسكي، ولعب راؤول في الدوري الأسباني 34 مباراة وسجل فيها 17 هدف وصنع 11 هدف، بينما لعب في بطولة كأس إسبانيا 4 مباريات، أما في بطولة دوري أبطال أوروبا لكرة القدم لعب قرابة 15 مباراة وسجل فيها 10 أهداف وتوج بلقب هداف دوري أبطال أوروبا ولقب نفسه بعد فوز الريال على نادي فالنسيا بثلاثة أهداف، حيث افتتح تسجيل مورينتس وثم سجل كل من الإنكليزي مكمانمان والأسباني راؤول غونزاليز أهداف المباراة. كما شارك راؤول غونزاليس مع فريقه ريال مدريد في كأس العالم للأندية الأولى مطلع العام 2000 والتي أقيمت في البرازيل.
في الألفية وكما جرت العادة أن يتلقى حامل لقب الدوري الأسباني مع بطل كأس إسبانيا وكان ريال مدريد هو بطل الدوري بينما ريال سرقسطه بطل كأس إسبانيا في بطولة السوبر الأسبانية، وكانت المباراة الأولى في رومايدا حيث انتهى اللقاء بالتعادل الفريقين بهدف لهدف وسجل للريال البرازيلي كوكنسياو ولسرقسطه يوردي، وفي مباراة الإياب التي أقيمت على أرضية برنابيو فاز الريال بثلاثية نظيفة سجل راؤول هاتريك في ذلك اللقاء وظفر المرينغي بلقب السوبر، أما في الدوري الأسباني فقد لعب راؤول 36 مباراة وسجل 24 هدف بينما لعب في بطولة دوري أبطال أوروبا 12 مباراة وسجل 7 أهداف، وتوج راؤول بلقب هداف الدوري الأسباني وساهم في إحراز لقب الدوري الأسباني.

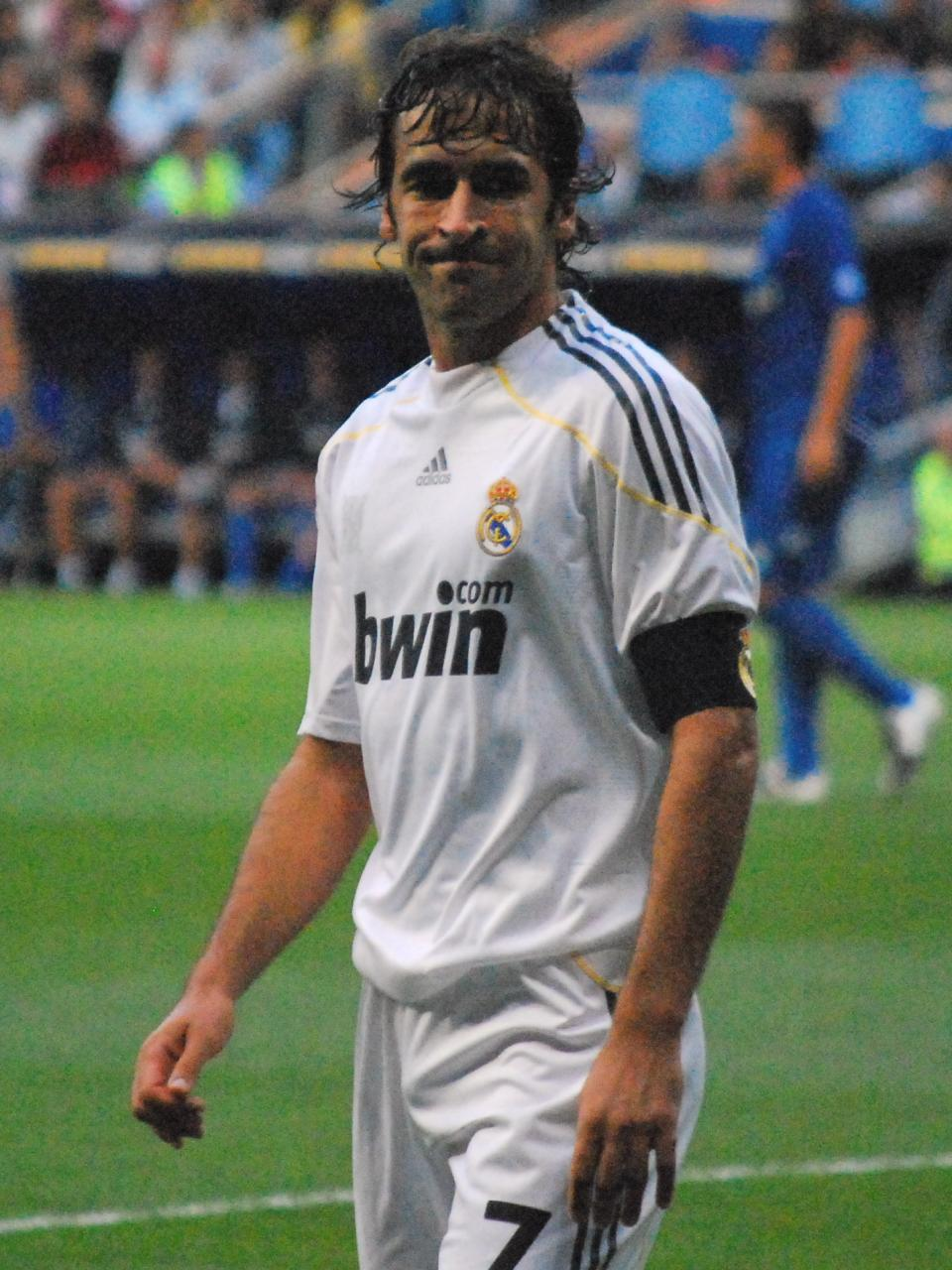
راؤول بقميص ريال مدريد 2009

في بداية موسم 2001–02 دخل راؤول ذلك الموسم آملًا أن يكون لاعب الأول في أوروبا والعالم، وقد لعب في الدوري الأسباني قرابة 35 مباراة وسجل خلالها 14 هدف واحتل الريال في ذلك الموسم المركز الرابع، بينما لعب في كأس إسبانيا 6 مباريات وسجل 6 أهداف أيضًا، بينما في بطولة دوري أبطال أوروبا لكرة القدم 12 مباراة وسجل خلالها 6 أهداف، وصل ريال مدريد إلى نهائي البطولة والتقى مع نادي بايرليفركوزن الألماني وافتتح راؤول التسجيل عندما مرر كارلوس رمية تماس طويلة استقبلها الفتى الذهبي واودعها في مرمى بوت، وعادل لوسيو النتيجة، واستطاع زين الدين زيدان تسجيل هدف الفوز، وبذلك يربح راؤول دوري أبطال أوروبا لمرة ثانية في مسيرته. وبها ظلم راؤول في الكرة الذهبية وأحرز المركز الثاني.
قبل انطلاق موسم 2002–2003 التقى ريال مدريد بطل دوري أبطال أوروبا مع فينورد الهولندي بطل كأس الاتحاد الأوروبي في بطولة السوبر الأوروبي واستطاع الريال من الانتصار بثلاثة أهداف لهدف، ولعب راؤول في بطولة دوري الأسباني 31 مباراة سجل خلالها 16 هدف وصنع 11 أهداف، ولعب في كأس مباراتين، بينما لعب في بطولة دوري أبطال أوروبا لكرة القدم 12 مباراة وسجل 9 أهداف، وأحرز مع فريقه لقب دوري الأسباني، وكان ذلك آخر موسم لصديق راؤول وملهمه الأول فرنادو هييرو بالإضافة إلى إقالة المدرب الأسباني ديل بوسكي من قبل إدارة بيريز. وهنا اختير راؤول سادس أفضل لاعب في العالم باستفتاء الفيفا وثالث العالم من قبل ورلد سوكر.
تولى المدرب البرتغالي كيروش تدريب ريال مدريد خلفا للأسباني ديل بوسكي، والتقى ريال مدريد مع مايوركا في بطولة السوبر الأسباني، وكان لقاء الأول على أرضية بلاما دي واستطاع مايوركا من الفوز بهدفين لهدف، بينما في لقاء الإياب استطاع الريال سحق مايوركا بثلاثية نظيفة سجل كل من راؤول، رونالدو، بيكهام أهداف المباراة، وسجل راؤول 11 هدف في 35 مباراة لعبها في الدوري، بينما سجل 6 أهداف في كأس إسبانيا حيث وصل إلى نهائي البطولة وخسر الريال أمام ريال سرقسطه، بينما في دوري أبطال أوروبا لعب راؤول 9 مباريات وسجل هدفين فقط.
بموسم 2004–05 كانت الجماهير تنتظر أن يكون الموسم الماضي مجرد كبوة جواد وأن يعود راؤول إلى راؤول الحقيقي، لكن مع إقالة كيروش وتعدد المدربين بعده، أصبح راؤول غير قادر على التسجيل، حيث سجل في الدوري الأسباني 9 أهداف في 32 مباراة لعبها، ولعب في دوري أبطال أوروبا 10 مباريات سجل خلالها 4 أهداف. خيب راؤول آمال جماهير ريال مدريد موسم 2005–06 مجددًا حيث تعرض إلى إصابة في ذلك الموسم أثناء مباراة فريقه ضد برشلونة أبعدته عن الملاعب قرابة خمس شهور، ولعب 26 مباراة في الدوري وأحرز خلالها 5 أهداف فقط، بينما لعب في كأس إسبانيا مباراة واحد فقط، و6 مباريات في دوري أبطال أوروبا وسجل خلالها هدفين فقط، ولم يحرز ريال مدريد أي بطولة في ذلك الموسم. وفي موسم 2006–07 عاد فابيو كابيلو مرة أخرى لتدريب ريال مدريد حيث أشرف ريال مدريد في موسم 96–97، واستطاع كابيلو أن يجعل من راؤول لاعبًا مفيدًا حيث كان يشركه كثيرًا كجناح أيمن ومساند للدفاع، وسجل راؤول 7 أهداف وكانت مهمة جدًا حيث سجل في مرمى برشلونة لقاء الإياب الذي انتهى بفوز الريال بهدفين مقابل لا شيء وقد لعب في الدوري الأسباني 35 مباراة وحيث حاز الريال على لقب الدوري بعد غياب ثلاث مواسم، بينما في دوري أبطال أوروبا سجل 5 أهداف في 7 مباريات لعبها.
قبل انطلاق موسم 2007–08 تم إقالة الدون كابيلو وتعيين الألماني بيرند شوستر، حيث التقى ريال مدريد مع إشبيلية في بطولة السوبر الأسباني وكان أول لقاء على أرضية رامون سانشيز وخسر الريال ذلك اللقاء لمصلحة النادي المستضيف بهدف مقابل لا شيء، وفي لقاء الإياب تعرض ريال إلى خسارة مذلة بخمسة أهداف لثلاثة، أما في الدوري لعب راؤول 37 مباراة سجل خلالها 18 هدف، وسجل 5 أهداف في 8 مباريات لعبها في دوري أبطال أوروبا، وحاز الريال على لقب الدوري للمرة الثانية على التوالي.
مع آخر مواسم راؤول مع ريال مدريد موسم 2008–09 لعب ضد نادي فالنسيا في بطولة السوبر الأسباني واستطاع الريال من الفوز بتلك البطولة بنتيجة 6–5، وفي الدوري الأسباني لعب راؤول حتى الآن 33 مباراة سجل خلالها 19 أهداف، وفي كأس إسبانيا لعب مباراة واحدة سجل خلالها 3 أهداف، وفي بطولة دوري أبطال أوروبا لكرة القدم لعب 5 مباريات سجل خلالها 3 أهداف، وشهد هذا الموسم إقالة الألماني بيرند شوستر وتعيين الأسباني خواندي راموس بدلًا عنه. وخلال هذا الموسم الجاري استطاع راؤول كسر رقم ألفريديو ديستيفانو تهديفيًا ليصبح راؤول هداف ريال مدريد التاريخي الأول بـ 307 هدف.
وفي الموسم 2010\2011 تم انتقال الاعب إلى نادي شالكة الألماني.

### شالكه

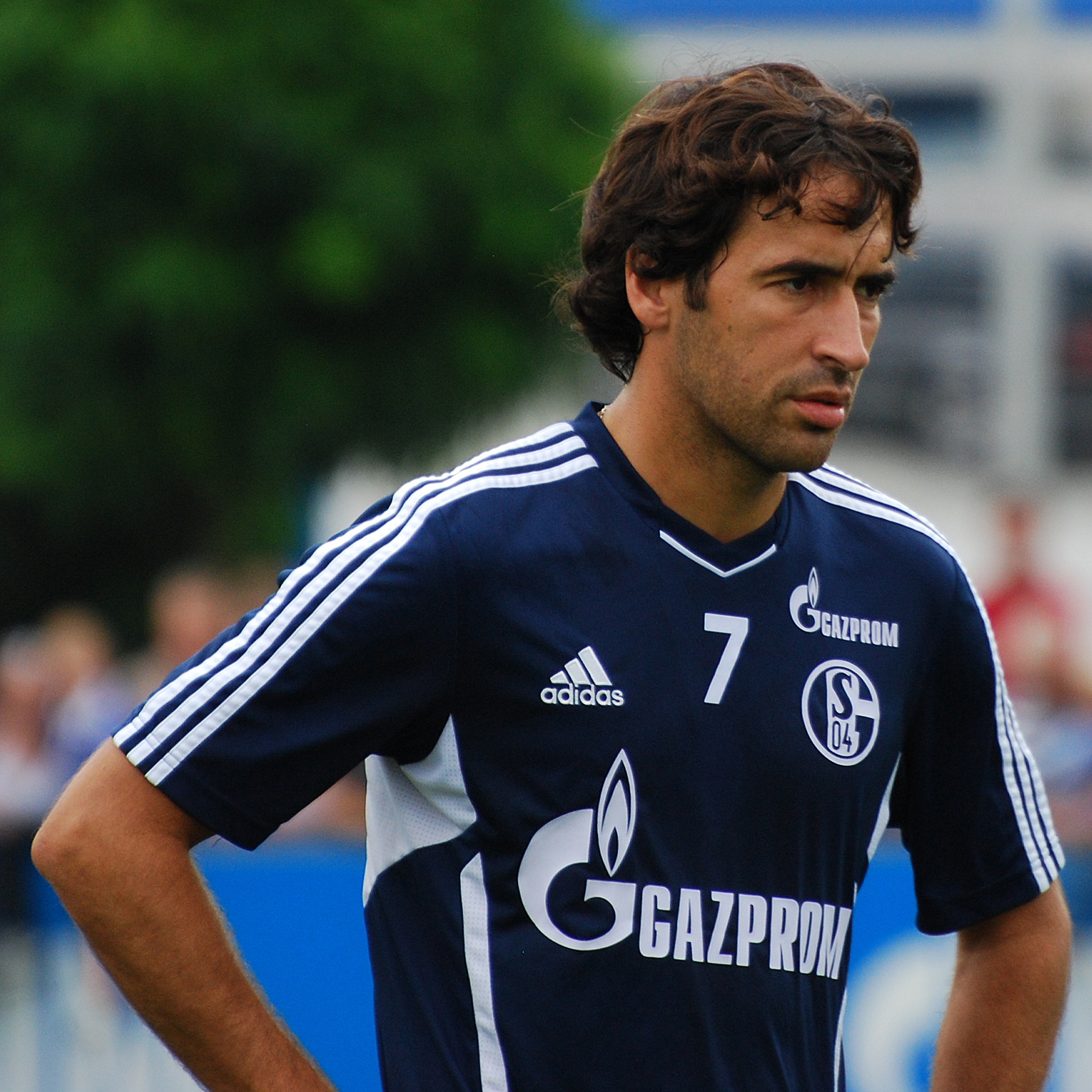
راؤول بقميص شالكه في أغسطس 2011

راؤول وقع عقدًا مدته عامين مع نادي شالكه 04 في 28 يوليو 2010. مدرب شالكه فيليكس ماغاث أشاد بالتوقيع وقال يسرني أننا نجحنا في توقيع مثل لاعب كرة قدم استثنائي ومهاجم من الطراز العالمي إلى دوري الدرجة الأولى الألماني ويعتبره أفضل شيء قام به المدرب بمسيرته. وفي السابق، كان من المتوقع أن راؤول أن ينهي مسيرته في الولايات المتحدة أو قطر، وقال أنه تلقى أيضًا عرضًا مغريًا من نادٍ روسي لم يكشف عن اسمه. اختار راؤول شالكه ليلعب معه منافسات دوري أبطال أوروبا.
مع شالكه راؤول حقق العديد من الانجازات فقد قاد الفريق إلى بطولتين في ألمانيا وأيضًا قاد النادي إلى نصف نهائي دوري الأبطال لأول مرة في تاريخ النادي بعدما أطاح بفالنسيا وانتر ميلان الإيطالي والاحتفال المميز مع الجمهور. راؤول أصبح نجم الجماهير الأول فقط خلال موسمين حيث تم تعليق رقمه في النادي لموسم وأيضًا مع مباراة اعتزاله في 2013 وأيضاً تم توديعه بحضور 60,000 مشجع بتوديع اعتبر الأضخم في ألمانيا بذلك الموسم.
سجل راؤول مع شالكه 28 هدف وصنع أكثر من 20 هدف ومن خلال شالكه استطاع تأكيد صدارته الأوروبية ب77 وأيضًا ب71 هدف في دوري الأبطال ووصل إلى الهدف رقم 409 رسمي في مسيرته الحافلة.

### السد
تعاقد نادي السد مع راؤول بتاريخ 13 مايو 2012 بعقد لمدة موسم واحد ليلعب في دوري المحترفين القطري موسم 2012–13. وحمل الرقم 7 بعد أن حمله سابقًا يوسف أحمد ولكنه تنازل عنه لراؤول.
كان موسم راؤول الأول ناجحًا حيث استطاع إحراز دوري نجوم قطر مسجلًا 9 أهداف، وفي الموسم التالي في 2013–14 لم ينجح راؤول بمساعدة فريقه في تحقيق لقب الدوري للمرة الثانية على التوالي إلا أنه فاز ببطولة كأس أمير قطر ليحقق ثاني ألقابه مع النادي لعامه الثاني.

### نيويورك كوزموس
بعد عامين قضاهما راؤول في قطر شد الرحال إلى الولايات المتحدة في 2014 لينتقل إلى نادي نيويورك كوزموس ‏ الذي لعب لهم مدة موسم واحد وحقق معهم بطولة الدوري الأمريكي ليعتزل كرة القدم بعد ذلك.

## مسيرته الدولية
بدأ راؤول مسيرته الدولية في أكتوبر 1996 ضد منتخب التشيك، وأصبح متصدر قائمة هدافي المنتخب الإسباني ابتداء من الـ25 ربيعًا برصيد 44 هدف. وفي بطولة أمم أوروبا سنة 2000 أضاع ضربة جزاء في آخر دقيقة من عمر المبارة وبالتالي أقصيت إسبانيا من ربع النهائي أمام منتخب فرنسا. وفي كأس العالم الذي أقيم باليابان سنة 2002، منعت الإصابة راؤول من المشاركة في مباراة ربع النهائي التي أقصيت منها إسبانيا من قبل منتخب كوريا الجنوبية. وفي بطولة أمم أوروبا سنة 2004، لم يتمكن راؤول من هز شباك منتخب البرتغال في المبارة النهائية. وقد احتفل راؤول بمباراته المائة ضد منتخب أيسلندا، بعد انتهاء كأس العالم 2006.
ورغم الأداء الكبير الذي قدمه راؤول مع ريال مدريد خلال موسم 2007–08، قرر لويس أراغونيس عدم استدعاء راؤول لخوض غمار منافسات بطولة أمم أوروبا نظرًا لسوء علاقته براؤول، وقد حقق بالفعل منتخب إسبانيا هذه البطولة، وبالتالي بقي سجل راؤول خاليًا من تحقيق بطولة كأس أمم أوروبا.

## مسيرته التدريبية
في 17 أغسطس 2018، تم تعيين راؤول مدربا للشباب في ريال مدريد، حيث تولى تدريب ريال مدريد تحت 15 سنة. في 20 يونيو 2019، عُيَّن كمدير فني لريال مدريد كاستيا.

## الإحصائيات

### النادي
| النادي          | الموسم    | الدوري                            | الدوري | الدوري  | الكأس1 | الكأس1  | قاري2  | قاري2   | أخرى3  | أخرى3   | المجموع | المجموع |
| النادي          | الموسم    | الدرجة                            | الظهور | الأهداف | الظهور | الأهداف | الظهور | الأهداف | الظهور | الأهداف | الظهور  | الأهداف |
| --------------- | --------- | --------------------------------- | ------ | ------- | ------ | ------- | ------ | ------- | ------ | ------- | ------- | ------- |
| ريال مدريد ج    | 1994–95   | الدوري الإسباني الدرجة الثانية بي | 7      | 16      | —      | —       | —      | —       | —      | —       | 7       | 16      |
| ريال مدريد ب    | 1994–95   | دوري الدرجة الثانية الإسباني      | 1      | 0       | —      | —       | —      | —       | —      | —       | 1       | 0       |
| ريال مدريد      | 1994–95   | الدوري الإسباني                   | 28     | 9       | 2      | 1       | 0      | 0       | —      | —       | 30      | 10      |
| ريال مدريد      | 1995–96   | الدوري الإسباني                   | 40     | 19      | 2      | 1       | 8      | 6       | 2      | 0       | 52      | 26      |
| ريال مدريد      | 1996–97   | الدوري الإسباني                   | 42     | 21      | 5      | 1       | —      | —       | —      | —       | 47      | 22      |
| ريال مدريد      | 1997–98   | الدوري الإسباني                   | 35     | 10      | 1      | 0       | 2      | 2       | 3      | 0       | 49      | 13      |
| ريال مدريد      | 1998–99   | الدوري الإسباني                   | 37     | 25      | 2      | 0       | 8      | 3       | 2      | 1       | 49      | 29      |
| ريال مدريد      | 1999–2000 | الدوري الإسباني                   | 34     | 17      | 4      | 0       | 15     | 10      | 4      | 2       | 57      | 29      |
| ريال مدريد      | 2000–01   | الدوري الإسباني                   | 36     | 24      | 0      | 0       | 12     | 7       | 2      | 1       | 50      | 32      |
| ريال مدريد      | 2001–02   | الدوري الإسباني                   | 35     | 14      | 6      | 6       | 12     | 6       | 2      | 3       | 55      | 29      |
| ريال مدريد      | 2002–03   | الدوري الإسباني                   | 31     | 16      | 2      | 0       | 12     | 9       | 2      | 0       | 47      | 25      |
| ريال مدريد      | 2003–04   | الدوري الإسباني                   | 35     | 11      | 7      | 6       | 9      | 2       | 2      | 1       | 53      | 20      |
| ريال مدريد      | 2004–05   | الدوري الإسباني                   | 32     | 9       | 1      | 0       | 10     | 4       | —      | —       | 43      | 13      |
| ريال مدريد      | 2005–06   | الدوري الإسباني                   | 26     | 5       | 0      | 0       | 6      | 2       | —      | —       | 32      | 7       |
| ريال مدريد      | 2006–07   | الدوري الإسباني                   | 35     | 7       | 1      | 0       | 7      | 5       | —      | —       | 43      | 12      |
| ريال مدريد      | 2007–08   | الدوري الإسباني                   | 37     | 18      | 1      | 0       | 8      | 5       | 2      | 0       | 48      | 23      |
| ريال مدريد      | 2008–09   | الدوري الإسباني                   | 37     | 18      | 1      | 3       | 7      | 3       | 2      | 0       | 47      | 24      |
| ريال مدريد      | 2009–10   | الدوري الإسباني                   | 30     | 5       | 2      | 0       | 7      | 2       | —      | —       | 39      | 7       |
| ريال مدريد      | المجموع   | المجموع                           | 550    | 228     | 37     | 18      | 132    | 66      | 22     | 11      | 741     | 323     |
| شالكه           | 2010–11   | الدوري الإلماني                   | 34     | 13      | 4      | 1       | 12     | 5       | 1      | 0       | 51      | 19      |
| شالكه           | 2011–12   | الدوري الإلماني                   | 32     | 15      | 3      | 2       | 11     | 4       | 1      | 0       | 47      | 21      |
| شالكه           | المجموع   | المجموع                           | 66     | 28      | 7      | 3       | 23     | 9       | 2      | 0       | 98      | 40      |
| السد            | 2012–13   | الدوري القطري                     | 22     | 9       | 12     | 3       | 0      | 0       | —      | —       | 34      | 12      |
| السد            | 2013–14   | الدوري القطري                     | 17     | 2       | 5      | 2       | 5      | 0       | —      | —       | 27      | 4       |
| السد            | المجموع   | المجموع                           | 39     | 11      | 17     | 5       | 5      | 0       | —      | —       | 61      | 16      |
| نيويورك كوزموس ‏ | 2015      | دوري اتحاد أميركا الشمالية        | 28     | 8       | 2      | 0       | —      | —       | 2      | 1       | 32      | 9       |
| نيويورك كوزموس ‏ | المجموع   | المجموع                           | 28     | 8       | 2      | 0       | —      | —       | 2      |         | 32      | 9       |
| الإجمالي        | الإجمالي  | الإجمالي                          | 691    | 291     | 63     | 26      | 160    | 75      | 26     | 12      | 940     | 404     |

1 لعب في كأس ملك إسبانيا مع ريال مدريد وكأس ألمانيا مع شالكه وكأس نجوم قطر، كأس السوبر القطري مع السد وكأس بطولة الولايات المتحدة المفتوحة مع نيويورك كوزموس ‏.
2 لعب في دوري أبطال أوروبا والدوري الأوروبي مع ريال مدريد وشالكه ودوري أبطال آسيا مع السد.
3 تشمل مسابقات أخرى كأس السوبر الإسباني، الدوري الأوروبي، كأس الإنتركونتيننتال، كأس العالم للأندية مع ريال مدريد وكأس السوبر الألماني مع شالكه وبطولة اتحاد أمريكا الشمالية مع نيويورك كوزموس..

### المنتخب
| العام   | الظهور | الأهداف |
| ------- | ------ | ------- |
| 1996    | 4      | 1       |
| 1997    | 6      | 0       |
| 1998    | 10     | 4       |
| 1999    | 9      | 10      |
| 2000    | 11     | 3       |
| 2001    | 9      | 5       |
| 2002    | 9      | 6       |
| 2003    | 10     | 8       |
| 2004    | 13     | 3       |
| 2005    | 12     | 2       |
| 2006    | 9      | 2       |
| المجموع | 102    | 44      |

## الإنجازات

### النادي
ريال مدريد
- الدوري الأسباني (6): 1994–95، 1996–97، 2000–01، 2002–03، 2006–07، 2007–08
- كأس السوبر الإسباني (4): 1997، 2001، 2003، 2008
- دوري أبطال أوروبا (3): 1997–98، 1999–2000، 2001–02
- كأس السوبر الأوروبي (1): 2002
- كأس الإنتركونتيننتال (2): 1998، 2002

 شالكه
- كأس ألمانيا (1): 2011
- كأس السوبر الألماني (1): 2011

 السد
- الدوري القطري (1): 2012–13
- كأس قطر (1): 2014

 نيويورك كوزموس ‏
- الدوري الأمريكي (1): 2015
- كأس مشجعي أمريكا الشمالية (1): 2015
- «Soccer Bowl» كأس الخمر (1): 2015

### الفردية
- هداف الدوري الأسباني مرتين أعوام 1999 و2001.
- انتخب كأفضل لاعب في موسم 1996/97 بعد تسجيله 21 هدفاً في 42 مباراة.
- هداف بطولة دوري أبطال أوروبا لعامي: 1999–2000، 2000–2001.
- أفضل مهاجم في دوري أبطال أوروبا ثلاث مرات أعوام و2000 و2001 و2002.
- أفضل لاعب في الكأس القارية 1998.
- هدّاف العالم لعام 1999 بحسب احصائيات IFFHS.
- دخل ثلاث مرات في تشكلية أوروبا على حسب آراء المجلات لمواسم : 1996–97، 1998–99، 1999–00
- ضمن تشكيلة نجوم يورو امم أوروبا 2000
- دخل في التشكيلة التاريخية لبطولة دوري ابطال أوروبا لأفضل الاعبين في السنوات الأخيرة 2002
- أفضل لاعب أسباني في الدوري الأسباني 1996–97، 1998–99، 1999–00، 2000–01، 2001–02، 2007–08.
- هداف التصفيات المؤوهلة إلى بطولة أمم أوروبا 2000
- جائزة الرياضي الأسباني المتميز 2000.
- برونزية القدم الأوروبية أعوام 1999 و2001.
- برونزية جائزة الفيفا لأفضل لاعب في العالم لعام 2001 (الخامس 97 والسادس 2002)
- ثالث أفضل لاعب في العالم من قبل مجلة ورد سوكر " world soccer " مرتين 2001، 2003
- فضية أفضل لاعب في أوروبا لعام 2001.
- القائد المثالي لعام 2006.[24]
- أفضل رياضي أسباني لعام 2007
- جائزة الفريدو ديستيفانو لأفضل لاعب في الليغا موسم 2007\2008.[25][26]
- أسطورة الماركا 2009
- أهم شخصيات مدينة مدريد [ لقب الدون ] 2009.[27]
- ضمن تشكيلة العقد من قبل mirrorfootball
- جائزة أفضل هدف في الدوري الألماني 2011

#### أرقامه وانجازاته
- الهداف التاريخي الثالث في تاريخ ريال مدريد بـ 323 هدفاً.
- ثالث أكثر لاعب تسجيلاً للأهداف في جميع المنافسات الأوروبية لكرة القدم بـ 77 هدف.
- اختاره بيليه ضمن قائمة أفضل 125 لاعب حي في مارس 2004.
- سجل هدفين في 3 نهائيات بدوري أبطال أوروبا لعبها.
- الهداف التاريخي الخامس للدوري الأسباني 228 هدف.
- الهداف التاريخي الثاني في تاريخ ريال مدريد بالدوري الإسباني بـ228 هدف
- سجل هدف إسبانيا الـ800 في مباراته ضد النمسا 1999.
- سجل هدف إسبانيا الـ900 في مباراته ضد اليونان 2002.
- ثاني هداف التاريخي للمنتخب الأسباني بـأكثر من 44 هدفاً.
- سجل رقما قياسيا بعدم تلقي أي إنذار طوال 30 شهرا (أي عامين ونصف).
- لم يطرد طوال مسيرته الاحترافية.
- دخل بقائمة جينيس للأرقام القياسية بسبب سجله الكبير في دوري الأبطال
- الهداف التاريخي الرابع للكلاسيكو بـ15 هدف بعد ميسي بـ26 هدف، ألفريدو دي ستيفانو وكريستيانو رونالدو بـ18 هدف.
- تواجد في المركز ال17 في سلم أفضل الاعبين في تاريخ كرة القدم في إحصائيات إنجليزية.

## وصلات خارجية
- راؤول غونزاليس على موقع IMDb (الإنجليزية)
- راؤول غونزاليس على موقع قاعدة بيانات الفيلم (الإنجليزية)

راؤول غونزاليس بلانكو على ريال مدريد (بالإنجليزية) (بالإسبانية) (باليابانية) (بالعربية)
- راؤول غونزاليس على موقع الاتحاد الدولي (مؤرشف)  (الإنجليزية)
- راؤول غونزاليس على موقع الاتحاد الأوربي (الإنجليزية)
- راؤول غونزاليس على موقع قاعدة بيانات كرة القدم.إي يو (الإنجليزية)
- راؤول غونزاليس على موقع بيانات كرة القدم. دي إي (الألمانية)
- راؤول غونزاليس على موقع ليكيب (الفرنسية)
- راؤول غونزاليس على موقع ناشيونال فوتبول تيمز (الإنجليزية)
- راؤول غونزاليس على موقع Soccerbase.com (لاعب) (الإنجليزية)
- راؤول غونزاليس على موقع Soccerway.com (الإنجليزية)
- راؤول غونزاليس على موقع عالم كرة القدم.نت (الإنجليزية)
- راؤول غونزاليس على موقع أوليمبيديا (الإنجليزية)

  - راؤول غونزاليس بلانكو National team data at BDFutbol
- راؤول غونزاليس بلانكو – الأهداف في المباريات الدولية على مؤسسة إحصاءات وثيقة لرياضة كرة القدم
- راؤول غونزاليس بلانكو – الأهداف في الكؤوس الأوروبية على مؤسسة إحصاءات وثيقة لرياضة كرة القدم
- الملف الشخصي مع نيويورك كوزموس